# Arechis I
Arechis I, także Arichis, Arigis, Aretchis, wł. Arechi (ur. ?, zm. 641) – drugi książę Benewentu w latach 591–641.

## Życiorys
Pochodził z Friuli i był krewnym tamtejszych książąt, być może bratankiem Zotto, swego poprzednika. Został wyznaczony przez króla Agilulfa latem 591 po śmierci Zotto. Był praktycznie niezależnym władcą, ponieważ jego księstwo było oddzielone od północnych Włoch przez rozciągnięte terytorium bizantyjskie.
Podbił Kapuę i Venafro w Kampanii i obszary Basilicaty oraz Kalabrii. Nie udało mu się przejąć Neapolu pomimo oblężenia (podobnie jak Zotto), ale zdobył Salerno pod koniec lat 20. VII wieku. Ostatnie lata rządów spędził na ustanawianiu dobrych relacji z Kościołem katolickim w swym księstwie i uczynieniu swego syna następcą. Po jego śmierci niezależne już księstwo przeszło w ręce jego syna Aiulfa.